# Ардзинба, Инал Батувич
Ина́л Ба́тувич А́рдзинба (абх. Инал Арӡынба, груз. ინალ არძინბა; род. 26 июля 1990, Сухуми) — российский и абхазский государственный деятель, действительный государственный советник России. Председатель Совета по делам молодёжи при Патриархе Московском и всея Руси. Бывший начальник департамента Управления Президента России по социально-экономическому сотрудничеству с государствами СНГ. До мая 2018 года — сотрудник управления президента РФ по социально-экономическому сотрудничеству с государствами — участниками СНГ, Республикой Абхазия и Республика Южная Осетия..
Ранее, в 2016 году — главный советник управления президента России по делам СНГ.
В декабре 2017 года указом президента РФ В. Путина Ардзинбе присвоен ранг действительного государственного советника 3 класса.
В ноябре 2021 года указом президента Абхазии назначен министром иностранных дел Республики Абхазия. В мае 2024 года ушёл в отставку.

## Биография
Родился 26 июля 1990 года в Сухуме в семье ветерана войны в Абхазии 1992—1993 годов. Отец — Бату Ардзинба, кавалер Ордена Леона, мать — Манана Тарба, врач Республиканской больницы. Инал Ардзинба, по утверждению его наставника в Высшей школе экономики Евгения Ясина, является родственником первого президента Абхазии Владислава Ардзинбы. Дядя Инала — основатель партии «Амцахара», командир батальона в период грузино-абхазской войны 1992—1993 годов, герой Абхазии Ака Ардзинба был убит в 2003 году в Москве в ходе внутрисемейного конфликта.
В 2012 году Ардзинба занял должность советника президента по GR (взаимодействию с органами государственной власти) в компании «Росгосстрах».
В 2012 году по итогам Всероссийского конкурса избран лидером делегации России на саммите «Молодежной восьмерки» в Вашингтоне. В 2013 г. возглавлял делегацию РФ на саммите «Молодежной двадцатки» в Санкт-Петербурге и саммите «Молодежной восьмерки» в Лондоне. С 2014 по 2018 год Ардзинба являлся чиновником Администрации президента РФ.

## Образование
В 2007 году Инал Ардзинба окончил 10-ю Горскую среднюю школу в Сухуме и поступил в Высшую школу экономики в Москве.
В 2007—2012 годы учился на факультете Мировой экономики и мировой политики Высшей школы экономики. Работал над диссертацией под научным руководством российского политолога Сергея Караганова.

## Общественно-политическая деятельность
В период учёбы в университете Ардзинба был председателем организационного комитета 30 международных конференций и форумов, проведённых во ВШЭ в 2010—2012 гг. В 2012 году Ардзинба стал руководителем форума «Молодежная Стратегия-2020». и возглавил исследовательскую группу проекта. В итоговом докладе молодые исследователи предложили учредить в России должность уполномоченного по правам мигрантов, создать общенациональную базу данных по вакансиям, исключить ЕГЭ из критериев оценки вузов. Молодые учёные передали свои предложения в Администрацию президента России.
В 2012 году в ходе саммита «Молодежной восьмерки» в Вашингтоне Инал Ардзинба лоббировал тему международного признания Абхазии и Южной Осетии, которые после военного конфликта в августе 2008 года, заявили о независимости. В итоговой декларации молодых лидеров отмечается уважение к «правам и демократическим устремлениям малых народов». «На полях» саммита по инициативе делегации РФ был учреждён формат встречи молодых лидеров стран БРИКС.
В 2013 году Ардзинба возглавил делегацию РФ на молодёжном саммите «Группы двадцати» (Санкт-Петербург, Россия). Представлял итоговую декларацию молодёжного саммита президенту РФ В. В. Путину. Глава государства поддержал предложение Ардзинбы об усилении роли развивающихся стран (в частности, группы БРИКС) в международных финансовых институтах и пообещал «обязательно сказать об этом лидерам двадцатки». Предложения молодёжной делегации РФ были использованы на саммите «Большой двадцатки» в Стрельне.В 2013 году Ардзинба стал членом аналитической группы саммита G20 под председательством России в «Группе двадцати».
С 2014 года в качестве чиновника Администрации президента России занимается вопросами взаимодействия с Украиной и самопровозглашёнными Донецкой народной республикой и Луганской народной республикой. Является куратором Комитета общественной поддержки жителей юго-востока Украины.
В мае 2015 года Служба безопасности Украины передала в Генеральную прокуратуру материалы о причастности Ардзинбы к осуществлению террористической деятельности на территории Украины.
В ноябре 2015 года Украина объявила Ардзинбу в международный розыск за нарушение конституционного строя.
6 ноября 2015 года Прокуратура Одесской области заочно начала расследование в отношении Инала Ардзинбы в связи с совершением тяжкого преступления: попыткой изменения государственной границы Украины. До этого, в октябре, Ардзинба был объявлен в международный розыск. Данную информацию подтвердил заместитель генерального прокурора Украины Давид Сакварелидзе.
В декабре 2015 года Ардзинба был обвинен властями Украины в попытках дестабилизации ситуации на юге Украины, в Бессарабии.
25 декабря 2015 года лидер Радикальной партии Украины, Олег Ляшко, заявил, что СБУ должна запретить Ардзинбе въезд на Украину за кураторство сепаратистских проектов.
Официальный представитель МИД РФ Мария Захарова по поводу обвинений в адрес Ардзинбы заявила следующее:
Вот вы знаете, когда мы со всем этим ознакомились, то, честно говоря, захотелось познакомиться лично с Иналом Ардзинбой, с этим суперменом, который, с одной стороны, сам влияет на изменение границ государственных Украины, и справиться с которым, по мнению господина Саакашвили, может исключительно увеличенная вдвое группировка быстрого реагирования. Просто как-то гордость берет за наших людей, которые в одиночку могут творить такие дела.
15 февраля 2016 года появилась информация о том, что прокуратура Одесской области сообщила о подозрении Ардзинбы в совершении преступлений против нацбезопасности Украины, в частности в том, что он оказывал содействие представителям самопровозглашённых ЛНР и ДНР.
В ответ на заявление официального представителя администрации президента Украины по вопросам спецоперации в Донбассе Андрея Лысенко о подготовке операции по задержанию Инала Ардзинбы представитель МИД России Мария Захарова заявила: «Инал Ардзинба, преспокойно себе ужинает в одном из московских ресторанов, ест мамалыгу, не ведая, что вся „АТОшная рать“ ловит его на Украине.»
В марте 2016 года против Ардзинбы выступил губернатор Одесской области, экс-президент Грузии, Михаил Саакашвили:
Зовут этого человека Инал Ардзинба. Наша прокуратура возбудила на него уголовное дело. Они пытались развернуть так называемый «бессарабский проект». Это был московский проект Суркова и там фигурировал Инал Ардзинба. Лично я с ним не знаком, но знаю, кто это такой
Саакашвили объявил о создании группы быстрого реагирования для противодействия Ардзинбе в Одесской области.
3 апреля 2016 года экс-министр экономики РФ Евгений Ясин, курировавший научную деятельность ВШЭ заявил, что «Инал от рождения принадлежит к элитам: его дядя был президентом Абхазии, и это определило его судьбу. Думаю, он будет мировым политическим деятелем».
10 июня 2016 года глава СБУ Василий Грицак во время брифинга объявил о том, что против Ардзинбы ведётся уголовное дело в связи с причастностью к попытке создания в Одесской области Украины Бессарабской Народной республики — образования сепаратистов по образцу ЛНР и ДНР.
Он заявил следующее:
Досудебным следствием, открытым весной 2015 года по фактам инспирирования сепаратистского образования так называемой Бессарабской народной республики в южных районах Одесчины, в частности, установлено, что представитель Кремля Инал Ардзинба является куратором проекта Бессарабия.
15 июня 2016 года стало известно о том, что Ардзинба курировал обмен осуждённых в России украинских граждан Юрия Солошенко и Геннадия Афанасьева на политических заключённых Украины: родившую в тюрьме Елену Глищинскую и Виталия Диденко.
16 июня 2016 года Ардзинба был назван одним из организаторов одесских беспорядков в 2014 году, которые должны были привести к отделению этого региона от Украины.

17 июня 2016 года глава СБУ Валентин Наливайченко заявил, что «операцию по дестабилизации ситуации» на Украине координирует помощник помощника президента России Владислава Суркова Ардзинба.

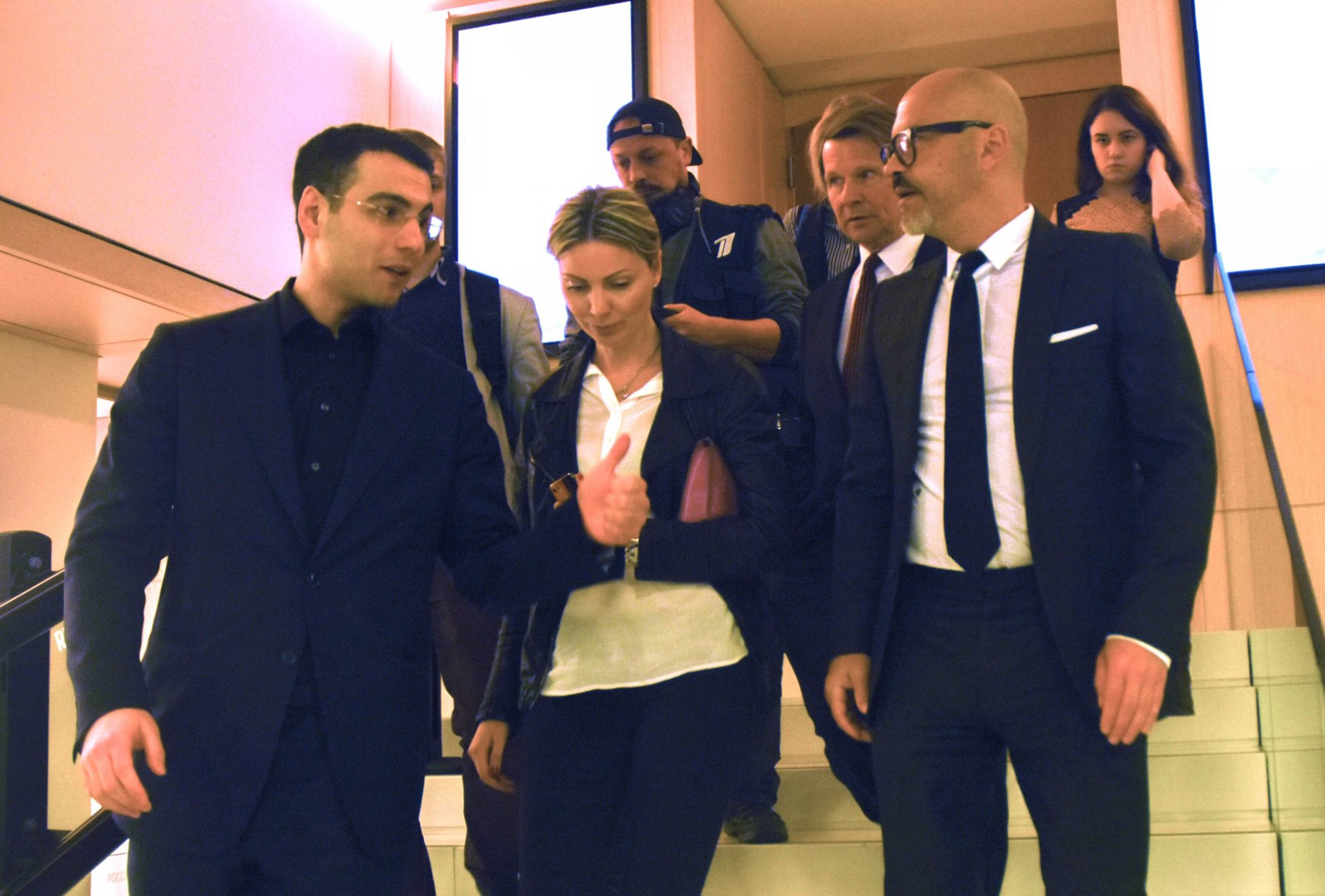
Инал Ардзинба с Федором Бондарчуком

22 июня 2016 года Грицак заявил о том, что группа Суркова-Ардзинбы находится в состоянии войны с ФСБ из-за вопросов курирования Одесского региона.
13 августа 2016 года Саакашвили заявил, что Ардзинба имеет завербованных агентов в мэрии Одессы и осуществляет террористическую деятельность на территории Одесской области по прямому указанию президента РФ Владимира Путина.
По информации украинского портала «Depo», в России Ардзинба входит в число «самых перспективных молодых политиков Кремля».
По информации журналиста Андрея Бородавки, Ардзинба курировал сепаратистские и террористические проекты в Харьковской области.
По версии ресурса «Злочинец» вошёл в топ 3 главных «врагов Украины 2016» совместно с Ринатом Ахметовым и Владиславом Сурковым.
Экс-мэр Одессы Эдуард Гурвиц заявил, что деятельность действующего мэра Одессы Геннадия Труханова полностью контролируется первым заместителем помощника Президента РФ Ардзинбой.
9 ноября 2016 года советник главы МВД Украины Зорян Шкиряк заявил, что «камарилья Путина и Инала Ардзинбы» ведёт внутреннюю войну на Украине, нацеленную на то, чтобы разорвать страну на части. При этом Ардзинба был охарактеризован как «агент влияния Кремля и агент ФСБ».
24 февраля 2017 года советник министра внутренних дел Украины Илья Кива в рамках проекта «Кремлёвский кэш», целью которого является создание единой информационной базы антиукраинских политиков, опубликовал список депутатов Верховной Рады, подконтрольных группе Суркова-Ардзинбы.
1 марта 2017 года Экспертно-аналитический центр Российской академии народного хозяйства и государственной службы при Президенте России составил рейтинг из 60 молодых лидеров до 30 лет, которые представляют страны Евразийского союза, а также Абхазию и Южную Осетию. В тройку лучших вошёл главный советник управления Президента России по делам СНГ Инал Ардзинба.
2 июня 2017 года Инал Ардзинба инициировал создание Благотворительного движения «Послы доброй воли Абхазии».
11 мая 2018 года стало известно, что Ардзинба уволился из управления АП по сотрудничеству со странами СНГ.
24 октября 2018 года Ардзинба возглавил общественный Совет по делам молодежи при Патриархе Кирилле.

## Политические взгляды
В международной политике Ардзинба является сторонником многополярной финансовой и политической архитектуры, считая, что одним из ключевых политических проектов XXI в. станет группа «БРИКС». В статье «БРИКС вместо большой восьмерки» для газеты «Известия» Ардзинба отмечает: «Страны БРИКС объединены целью формирования более справедливой международной финансово-экономической архитектуры (прежде всего в части реформирования МВФ и Всемирного банка). „Пятерка“ едина во мнении — вес развивающихся стран в принятии решений на уровне базовых международных финансовых организаций должен соответствовать их растущей роли в мировой экономике».
После политического кризиса в Абхазии и отставки президента Абхазии Рауля Хаджимбы в январе 2020 года стало известно об усилиях Ардзинбы по созданию в Абхазии новой политической партии «Будущее Абхазии», ориентированной на молодёжь. Именно абхазская молодёжь была ядром протестующих в ходе политических кризисов в Абхазии 2014 года и 2020 года. По мнению экспертов, создание новой партии выглядит как заявка на следующий пятилетний цикл после президентских выборов в Абхазии 22 марта 2020 года (возрастной ценз для кандидатов в президенты Абхазии — от 35 до 65 лет).

## Публикации
- Ардзинба И. Б. Национальная экономика Абхазии. М. : Издательский дом НИУ ВШЭ, 2014.
- От Екатеринбурга до Уфы: Инициативы России на площадке БРИКС
- Будущее группы БРИКС глазами экспертного сообщества

## Комментарии
1. ↑  Председатель СБУ некорректно называет Инала Ардзинбу первым заместителем Владислава Суркова, помощника президента России:

…наша позиция обоснована для того, чтобы подозревать Суркова и его первого заместителя Инала Ардзинбу в совершении преступлений, связанных с терроризмом на территории нашей страны, связанных с призывами свергнуть конституционный строй и последними резонансными подготовками к уголовным преступлениям, в том числе киллерских в Одессе— СБУ обещает «доказательства» причастности Суркова к событиям Майдана // РИА Новости
Однако помощники Президента РФ не имеет заместителей Архивная копия от 7 февраля 2019 на Wayback Machine, а согласно списку участников заседаний Комитета общественной поддержки жителей Юго-Востока Украины должность Ардзинбы в то время звучала как «Консультант управления президента Российской Федерации по социально-экономическому сотрудничеству с государствами — участниками СНГ, Республикой Абхазия и Республика Южная Осетия»